# Martin Podlešák
Martin Podlešák (* 26. září 1982 Mělník) je bývalý český hokejový útočník a mládežnický reprezentant.
V roce 2000 odešel do severoamerické juniorské WHL a v roce 2001 jej ve druhém kole jako 45. hráče celkově draftoval Phoenix Coyotes. Po další sezóně v juniorské lize přešel do seniorské AHL, do NHL se ale neprobojoval a po šesti letech se vrátil do Sparty. V Extralize odehrál v letech 2006–2014 330 utkání, kromě Sparty hrál ještě za HC Mountfield, s nímž se před sezónou 2013/2014 přestěhoval do Hradce Králové, který s ním po sezóně neprodloužil smlouvu. Jeho kariéru provázela zranění a ačkoliv podepsal v létě 2014 roční smlouvu s anglickým Nottighamem Panthers, odehrál s klubem pouze dvě utkání Hokejové Ligy mistrů před začátkem sezóny, vrátil se do Česka a ukončil profesionální hráčskou kariéru. Začal se věnovat trénování mládeže v Berouně a profesi hokejového agenta. v sezóně 2015/2016 hrál krajskou ligu za HK Králův Dvůr.

## Hráčská kariéra
- 1999/2000 HC Sparta Praha (Extraliga juniorů)
- 2000/2001 Tri-City Americans, Lethbridge Hurricanes (WHL)
- 2001/2002 Lethbridge Hurricanes
- 2002/2003 Springfield Falcons (AHL)
- 2003/2004 Springfield Falcons
- 2004/2005 Utah Grizzlies (AHL)
- 2005/2006 San Antonio Rampage (AHL)
- 2006/2007 HC Sparta Praha (Extraliga)
- 2007/2008 HC Sparta Praha
- 2008/2009 HC Sparta Praha, HC Medvědi Beroun 1933 (1. liga)
- 2009/2010 HC Sparta Praha, HC Medvědi Beroun 1933
- 2010/2011 HC Mountfield
- 2011/2012 HC Mountfield
- 2012/2013 HC Mountfield
- 2013/2014 Mountfield HK
- 2015/2016 HK Králův Dvůr (Krajská liga)